# 10392 Brace
10392 Brace este un asteroid din centura principală de asteroizi.

## Descriere
10392 Brace este un asteroid din centura principală de asteroizi. A fost descoperit pe 11 septembrie 1997 la Lime Creek de Robert Linderholm. El prezintă o orbită caracterizată de o semiaxă mare de 2,40 ua, o excentricitate de 0,14 și o înclinație de 4,5° în raport cu ecliptica.